# Juan Francisco Kuykendall
Juan Francisco Kuykendall Leal (Nuevo Laredo, Tamaulipas, 10 de julio de 1945 - Ciudad de México, 25 de enero de 2014) fue un dramaturgo, director de teatro y activista social mexicano, fallecido a causa de una lesión provocada por la represión policial durante los disturbios del 1 de diciembre de 2012 en la Ciudad de México.

## Biografía
Kuykendall se inició en el activismo social durante el movimiento estudiantil de 1968, siendo superviviente de la matanza de estudiantes universitarios en Tlatelolco. Militó posteriormente en el Partido Mexicano de los Trabajadores y después se vinculó con el movimiento zapatista. Participó en otras movilizaciones sociales, como la oposición a la construcción de un aeropuerto en Atenco, Estado de México, en 2006. Como actor y escritor, fundó una compañía de teatro independiente, con la que presentó diversas obras de teatro con la finalidad de informar y sensibilizar acerca de la realidad social del país.
La mañana del 1 de diciembre de 2012, Kuykendall fue herido con un proyectil no identificado en la cabeza por la Policía Federal mientras se dirigía a la manifestación. Los policías dispararon balas de goma y gases lacrimógenos contra las personas que se dirigían a la protesta. La agresión resultó en una fractura craneoencefálica, por la cual fue internado en el Hospital General de Zona número 30, del Instituto Mexicano del Seguro Social (IMSS), donde permaneció hasta su muerte, el 25 de enero de 2014.

### Reacciones
En enero de 2013, la familia de Kuykendall presentó una demanda en contra del Estado mexicano; en particular contra el entonces presidente Enrique Peña Nieto; el comisionado de Seguridad Nacional, Manuel Mondragón y Kalb; y el secretario de Gobernación. Miguel Ángel Osorio Chong. Asimismo, el Ejército Zapatista de Liberación Nacional (EZLN) emitió un comunicado para invitar a la gente a reunir fondos para los gastos hospitalarios del activista.
En abril de 2013, la Comisión de Derechos Humanos del Distrito Federal publicó la Recomendación 7/2013, donde documentó una serie de abusos a derechos humanos durante el 1 de diciembre, incluyendo el uso desproporcionado de la fuerza, actos de tortura y violaciones al debido proceso legal. La investigación de la Comisión encontró que el operativo desplegado ese día por la Secretaría de Seguridad Pública del Distrito Federal «se encausó a impedir que las personas que se manifestaban legítima y pacíficamente llegaran a una ubicación estratégica para la difusión de sus ideas, como lo era el Palacio Nacional (Zócalo)».
En 2014, tras el fallecimiento del activista, su hija Fernanda Kuykendall reveló que el Ministerio Público determinó que la muerte de Juan Francisco había sido un homicidio y se había iniciado una investigación para esclarecer responsabilidades.
Por su parte, Amnistía Internacional hizo un llamada a las fuerzas de seguridad mexicanas a respetar los principios de necesidad y proporcionalidad en el uso de la fuerza pública, incluso en el uso de armas menos letales. Así mismo, la organización de derechos humanos exigió a las autoridades «una investigación completa e imparcial sobre el fallecimiento de Juan Francisco Kuykendall y los demás abusos cometidos el 1 de diciembre de 2012.
La CDHDF también lamentó la muerte de Kuykendall, señalando que uno de los temas pendientes de la Recomendación 7/2013 era «la reparación del daño, las indemnizaciones a las víctimas y la determinación de responsabilidades de los servidores públicos que cometieron estas violaciones a los derechos humanos».